# Ehrenbreitstein (Berg)

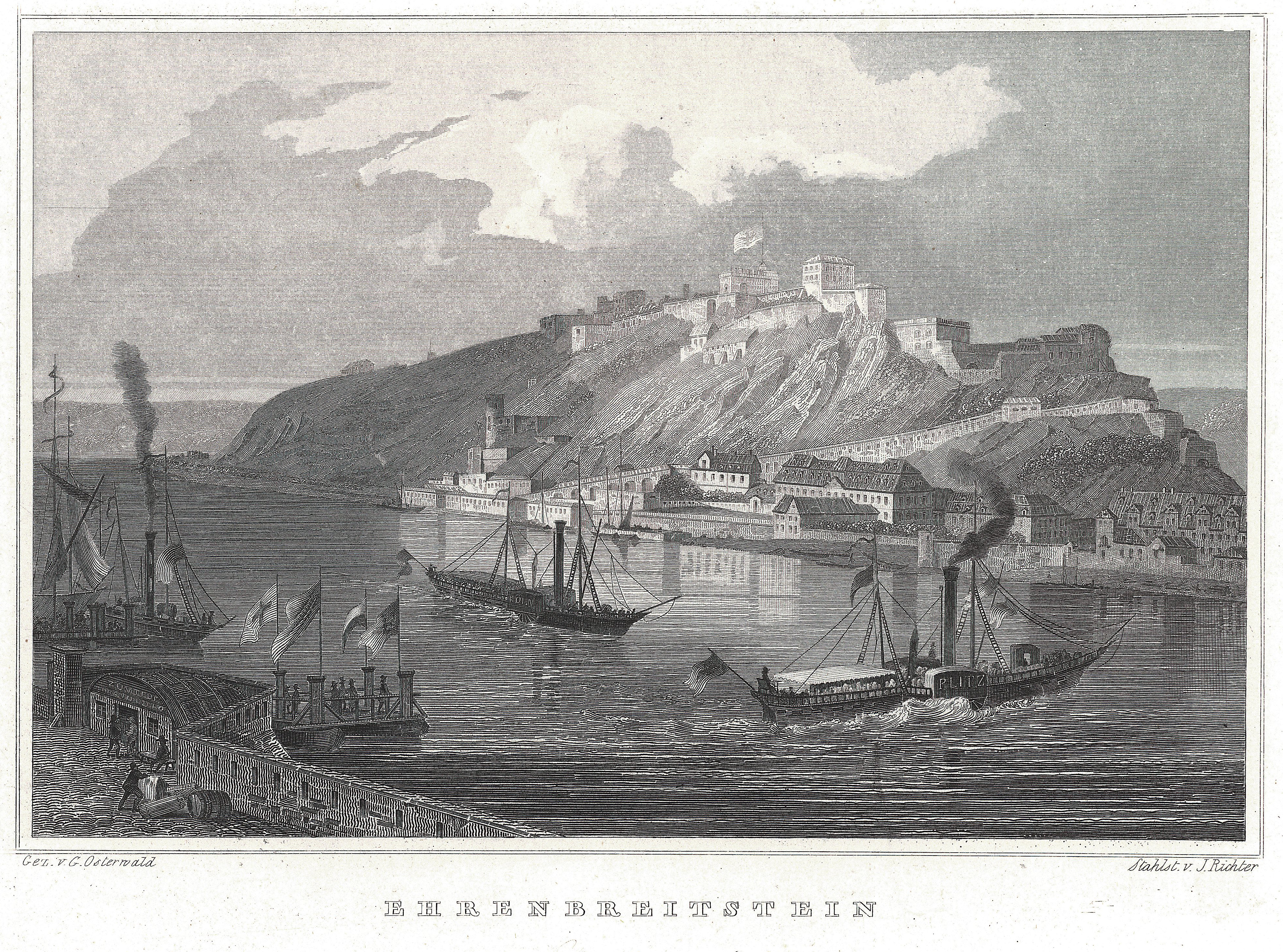
Blick auf den Ehrenbreitstein im 19. Jh.

Der Ehrenbreitstein ist ein etwa 180 m ü. NHN hoher Hügelrücken im Gebiet des beiderseits des Rheins liegenden Koblenz, einer kreisfreien Stadt in Rheinland-Pfalz. Er befindet sich – gegenüber der am Deutschen Eck (64,7 m) gelegenen Moselmündung – beim Stadtteil Ehrenbreitstein.
Die Erhebung läuft in einem schroffen Felssporn Richtung Südsüdwesten in das Rheintal aus. Auf ihren gipfelnahen Südhochlagen liegt die Festung Ehrenbreitstein (ca. 165 bis 178 m). Die Seilbahn Koblenz verbindet seit 2010 die Koblenzer Rheinanlagen mit einer gipfelnahen Stelle in Nähe der Festung Ehrenbreitstein.

## Geographie

### Lage
Der Ehrenbreitstein erhebt sich östlich der beim Stadtteil Ehrenbreitstein gelegenen Mündung des Mühlenbachs in den Rhein. Er bildet die Südwest-Fortsetzung eines von Immendorf und Arenberg im Osten über Niederberg, drei weiteren Koblenzer Stadtteilen, bis nach Koblenz-Ehrenbreitstein ziehenden und allmählich abfallenden Hügelrückens.
Auf der plateauartigen Gipfelregion des Ehrenbreitsteins liegt nordnordöstlich der Festung Ehrenbreitstein der Festungspark, das Haus Wester und ein Aussichtspunkt mit Blick auf Koblenz an der beim Deutschen Eck liegenden Mündung der Mosel in den Rhein.

### Naturräumliche Zuordnung
Der Ehrenbreitstein gehört in der naturräumlichen Haupteinheitengruppe Mittelrheingebiet (Nr. 29), in der Haupteinheit Mittelrheinisches Becken (291) und in der Untereinheit Neuwieder Beckenrand (291.1) zum Naturraum Ehrenbreitsteiner Randterrasse (291.12). Nach Westen fällt die Landschaft in die Untereinheit Neuwieder Rheintalweitung (291.0) ab.

## Geschichte

### Namensherkunft
Um die Mitte des 10. Jahrhunderts erbaute der aus dem lahngauisch-konradinischen Herrschergeschlecht stammende Edle „Erembert“, auch „Ehrenbrecht“ genannt, auf dem der Stadt Koblenz gegenüberliegenden Felsen für sich und seine Söhne Hermann und Erembert (jun.) eine Burg, die zunächst „Hermannstein“, bald auch „Ehrenbrechtstein“ und später „Ehrenbreitstein“ genannt wurde. Diese Burg wurde auch für das Felsmassiv namensgebend.

### Bauten

#### Festung Ehrenbreitstein
Auf dem Ehrenbreitstein liegt die preußische Festung Ehrenbreitstein aus dem 19. Jahrhundert, die auf zahlreiche Vorgängerbefestigungen zurückgeht. Nachweislich wurde auf diesem strategisch wichtigen Plateau bereits 1000 v. Chr. eine Befestigungsanlage errichtet. Im Keller unter der Großen Traverse, wo diese 3000-jährige Befestigung nachgewiesen werden konnte, wurde zur Bundesgartenschau 2011 die multimediale Ausstellung „Ein Berg im Wandel – 3000 Jahre befestigter Ort“ eingerichtet. Die kontinuierliche Befestigung eines Ortes über solch einen langen Zeitraum ist bisher sonst nirgends in Deutschland nachweisbar.
Im Zweiten Weltkrieg boten Stollen im Berg der Bevölkerung Schutz vor Luftangriffen auf Koblenz. Des Weiteren wurden hier Archivalien aus dem preußischen Landeshauptarchiv Koblenz und aus dem Stadtarchiv Koblenz eingelagert.

#### Burg und Fort Helfenstein
Auf dem Südsporn des Ehrenbreitsteins entstand um 1160 die Burg Helfenstein (133 m), die von der Familie von Helfenstein bis ins 14. Jahrhundert bewohnt wurde und danach verfiel. Mit Bau der Festung Ehrenbreitstein wurde die Burgruine vom Fort Helfenstein überbaut.